# Louxor (navire)
Pour les articles homonymes, voir Louxor (homonymie).
Le Louxor (également orthographié Luxor ou Louqsor) est un navire spécialement conçu pour acheminer l'« obélisque de Louxor » depuis le temple d’Amon à Louxor en Égypte, jusqu'à la place de la Concorde à Paris. 

## Histoire
Le navire est construit selon les préconisations de Jean Tupinier et Apollinaire Lebas, ingénieurs du Génie maritime. Mis à l'eau à Toulon le 26 juillet 1830, la veille des Trois Glorieuses, il s'agit d'un trois-mâts à fond plat, spécialement étudié et capable de naviguer sur le Nil, traverser la mer Méditerranée et caboter sur l'océan Atlantique puis remonter la Seine. Large de neuf mètres au maximum pour tenir compte des arches les plus étroites des ponts de Rouen à Paris, sa longueur était de 43 mètres pour qu'il ne s'enfonce pas trop.
Le fond est plat et la structure inhabituelle (la charpente repose sur cinq quilles au lieu d'une habituellement) la proue sera découpée et grutée pour embarquer l'obélisque, puis refermée et calfatée, une disposition qui préfigure avec plus d'un siècle d'avance les actuels navires type Ro-Ro et Car-ferries.
Comme l'obélisque occupe le fond du navire, les mâts ne reposent pas sur la quille centrale mais sur des emplantures surélevées, et la voilure, très réduite est envisagée comme une propulsion de secours, le voyage devant se faire en remorque.
Comme le navire est à usage quasi-unique, il est construit en bois blanc goudronné et non pas en chêne.
Après le chargement de l'obélisque, il est remorqué d'Aboukir au Havre par le Sphinx, la première corvette à vapeur de la marine française. Ses mâts sont abattus  pour franchir les ponts et il est pris en charge par un remorqueur de la Seine. Il arrive à Paris le 23 décembre 1833 après un trajet de 12 000 kilomètres, consacrant ainsi la réussite du baron Pierre Jacques Nicolas Rolland, ingénieur en chef du génie maritime et concepteur du programme adopté pour le transport de l'obélisque.
En 1835 toujours remorqué par le Sphinx, le Louxor transporte de l'Aber-Ildut dans le Finistère jusqu'à Paris les blocs de granit qui vont former le piédestal de l'obélisque, au centre de la place de la Concorde.
Le Louxor est représenté par une gravure taillée dans le socle de l'obélisque de La Concorde et dorée à la feuille ; on peut noter sa proue soulevée par des bigues et un système de cabestans et de retours de palan servant à hâler le monolithe dans la cale ; une vue en coupe montre bien les cinq quilles, le fond plat et le système d'arrimage de l'obélisque.